# リヤド・シャラヒリ
リヤド・シェラヒリ（1993年4月28日 - ）はサウジアラビアのサッカー選手。ポジションはMF。ネオムSC所属。

## 来歴

### クラブ
2015年7月5日、ファティフSCと3年契約を結んだ。2018年7月10日、アル・タエーFCに加入した。
2019年3月3日、アル・ファイサリー・ハルマに加入した。
2020年9月9日、アブハー・クラブと2年契約を結んだ。2021年7月16日、契約を2024年まで延長した。
2023年1月28日、アル・シャバブ・リヤドに4年契約で移籍した。

### 代表
2022 FIFAワールドカップの本大会メンバーに選出された。

## 代表歴

### 出場大会
- サウジアラビア代表
  - 2022 FIFAワールドカップ

### 試合数
- 国際Aマッチ 8試合 0得点（2022年-）[7]

| サウジアラビア代表 | 国際Aマッチ | 国際Aマッチ |
| 年                 | 出場        | 得点        |
| ------------------ | ----------- | ----------- |
| 2022               | 5           | 0           |
| 2023               | 3           | 0           |
| 通算               | 8           | 0           |